# 지포스 256

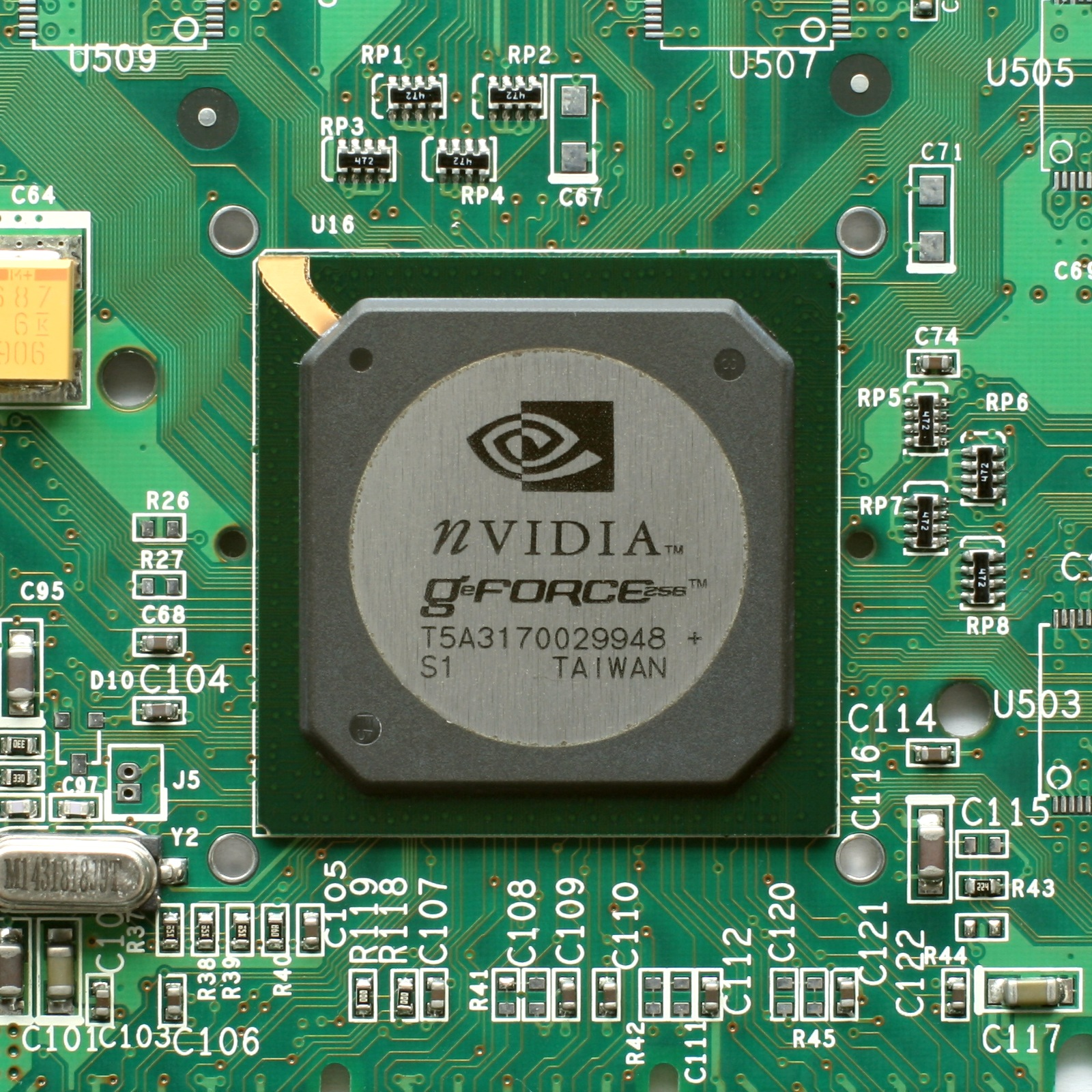
지포스 256 GPU

지포스 256(GeForce 256)은 엔비디아의 "지포스" 제품군의 오리지널 버전이다. 1999년 8월 31일 발표되어 1999년 10월 11일 출시된 지포스 256은 전작인 리바 TNT2를 개선하여 고정 픽셀 파이프라인 수를 늘리고, 호스트 지오메트리 계산을 하드웨어 T&L 엔진으로 오프로드하며, MPEG-2 비디오를 위한 하드웨어 움직임 보상 기능을 추가했다. 이 제품은 3D PC 게임 성능에서 눈에 띄는 도약을 제공했으며, 최초로 Direct3D 7을 완벽하게 준수하는 3D 가속기였다.

## 아키텍처

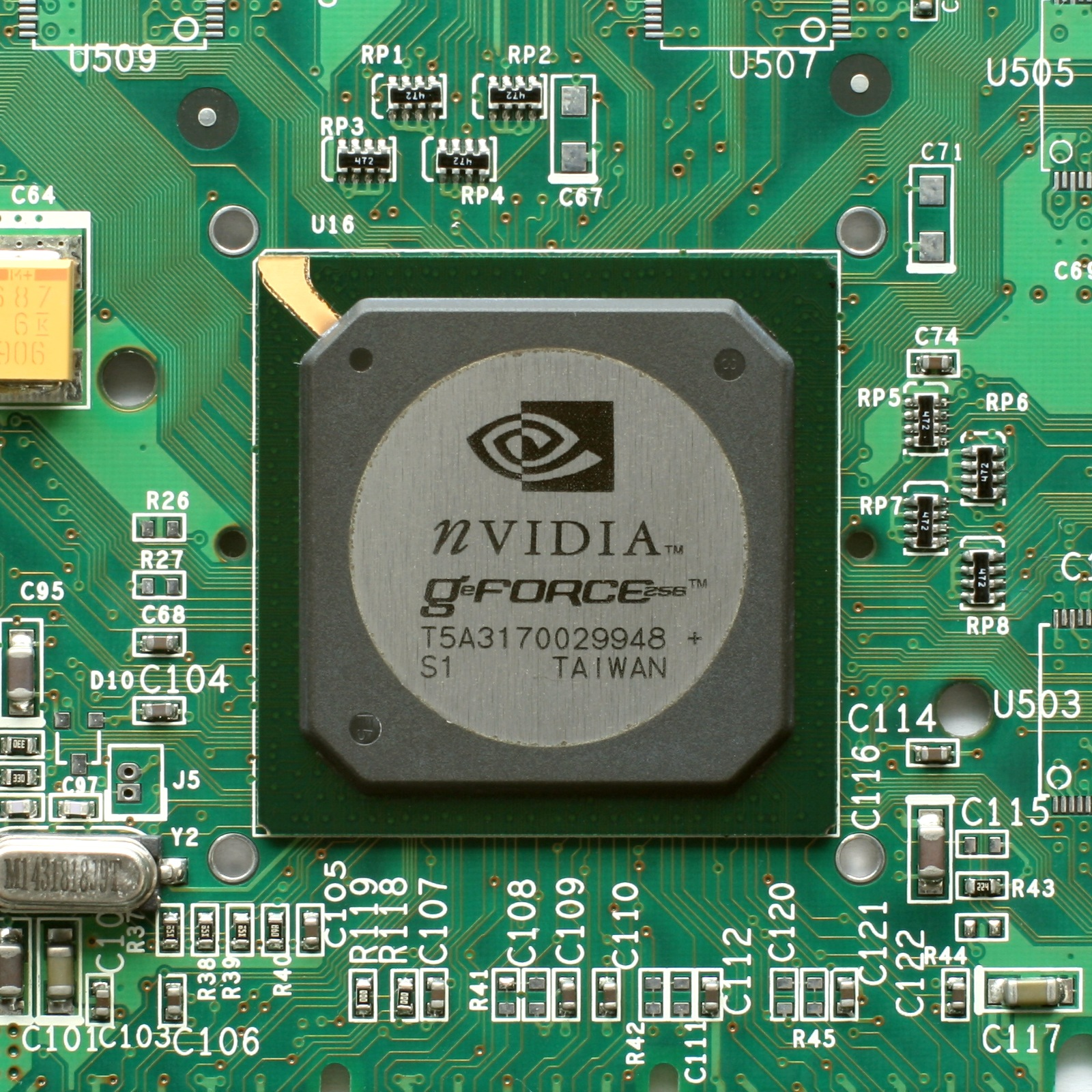
지포스 256 (NV10) GPU

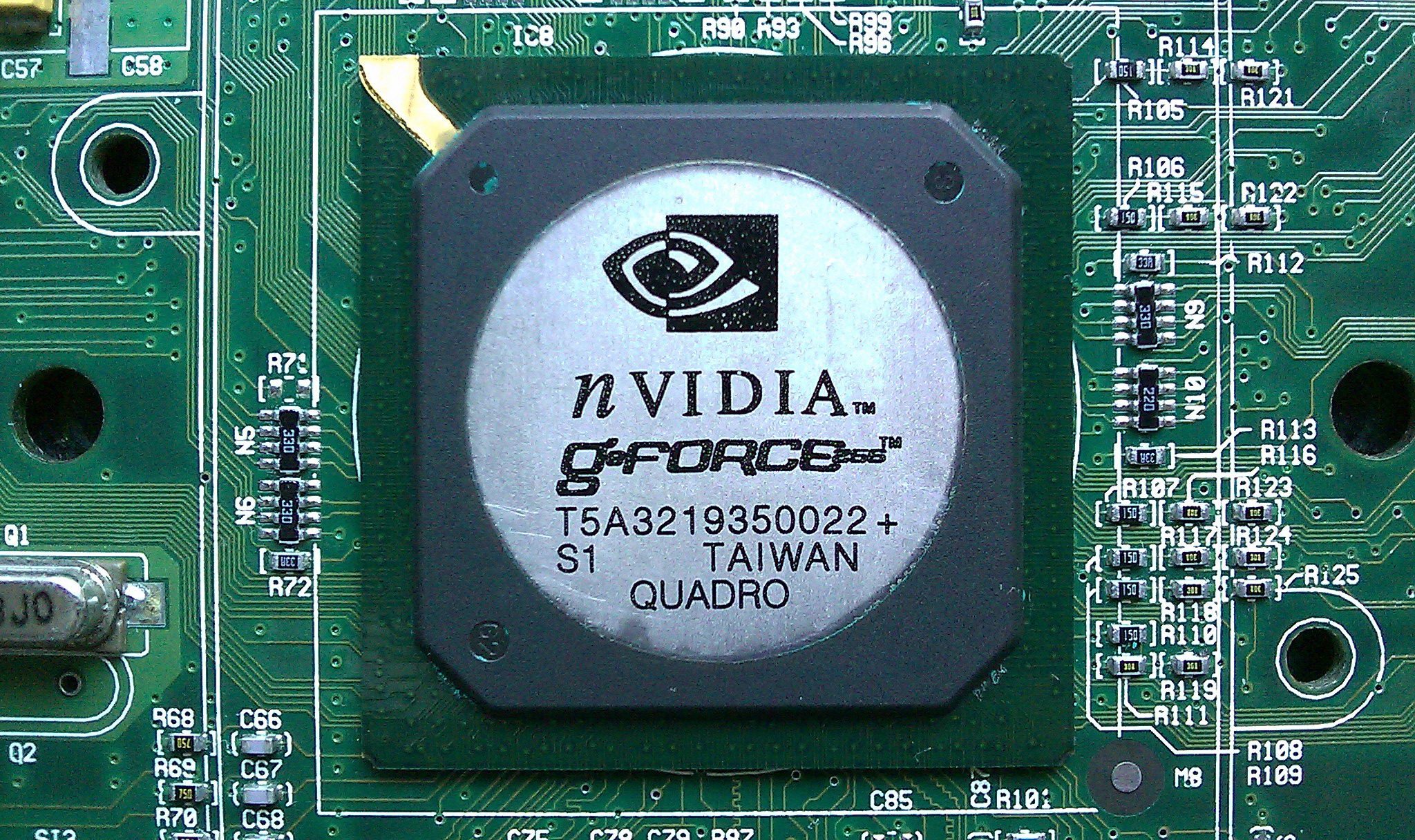
쿼드로 (NV10GL) GPU

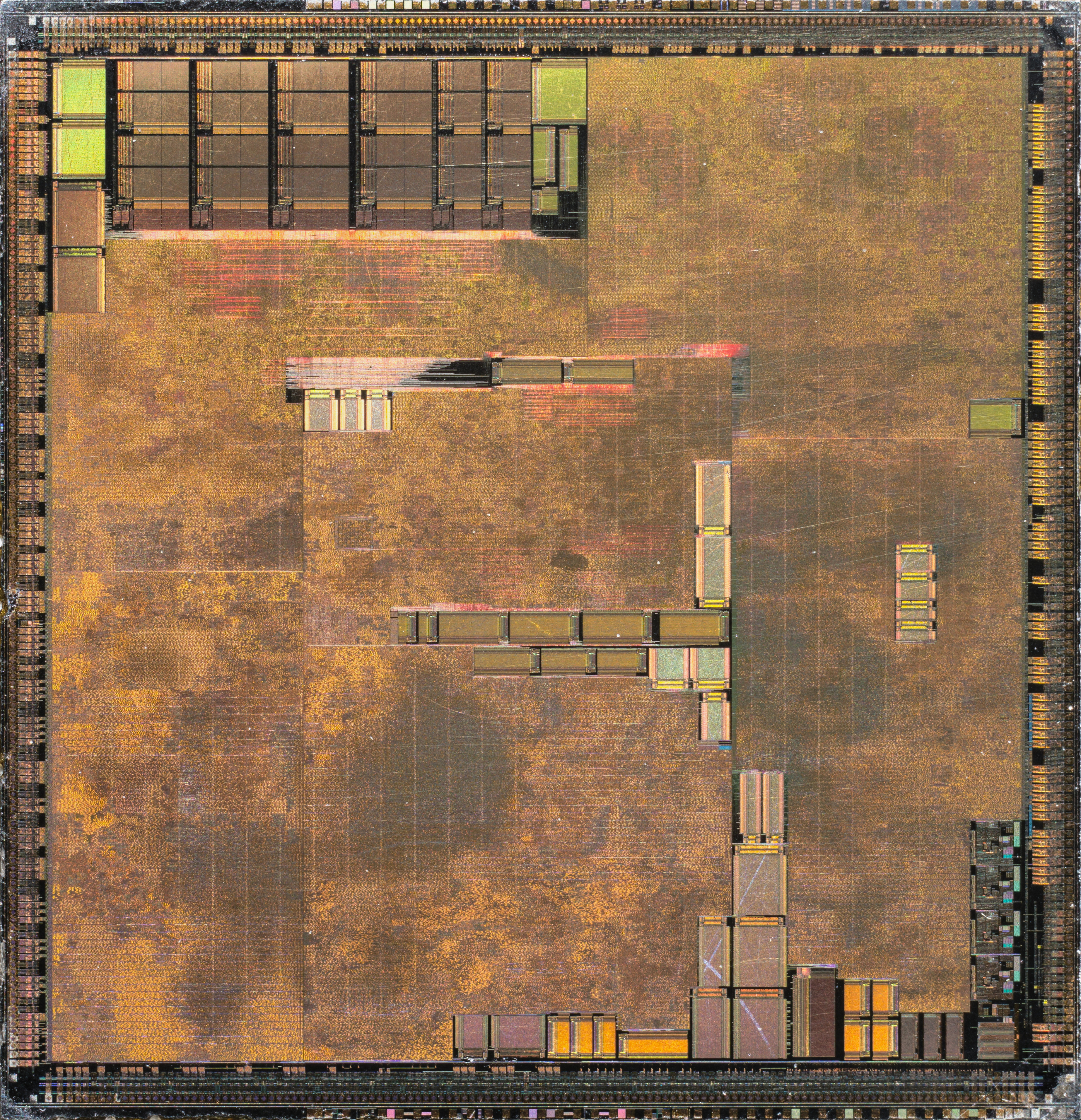
NV10 GPU의 다이 쇼트

지포스 256은 "세계 최초의 'GPU', 즉 그래픽 처리 장치"로 마케팅되었는데, 엔비디아는 당시 GPU를 "통합된 변환, 조명, 삼각형 설정/클리핑 및 렌더링 엔진을 갖춘 단일 칩 프로세서로, 초당 최소 1천만 폴리곤을 처리할 수 있는" 것으로 정의했다.
이름의 "256"은 NV10 칩의 네 개의 64비트 픽셀 파이프라인을 설명하는 용어인 "256비트 쿼드파이프 렌더링 엔진"에서 유래했다. 단일 텍스처 게임에서 NV10은 사이클당 4픽셀을 출력할 수 있었지만, 두 텍스처 시나리오에서는 칩이 TNT2처럼 파이프라인당 하나의 TMU만 가지고 있었기 때문에 멀티텍스처된 픽셀을 사이클당 2개로 제한했다. 렌더링 기능 면에서 지포스 256은 큐브 환경 매핑과 닷-프로덕트 (Dot3) 범프 매핑도 추가했다.
변환 및 조명 하드웨어를 GPU 자체에 통합함으로써 지포스 256은 이러한 계산을 수행하기 위해 CPU에 의존하는 구형 3D 가속기(소프트웨어 변환 및 조명으로도 알려짐)와 차별화되었다. 3D 그래픽 솔루션 복잡성의 이러한 감소는 이러한 하드웨어의 비용을 새로운 저점으로 낮추고, 이전의 CAD를 위해 설계된 비싼 전문가 지향 틈새 시장에 국한되지 않고 저렴한 소비자 그래픽 카드에 접근 가능하게 만들었다. NV10의 T&L 엔진은 엔비디아가 쿼드로라는 제품으로 CAD 시장에 전용 카드를 통해 처음 진입할 수 있도록 했다. 쿼드로 라인은 지포스 카드와 동일한 실리콘 칩을 사용하지만, CAD 응용 프로그램의 고유한 요구 사항에 맞춰진 다른 드라이버 지원 및 인증을 가지고 있다.
이 칩은 TSMC가 220 nm CMOS 공정을 사용하여 제조했다.
이후 지포스 제품들이 다양한 칩 속도를 가졌기 때문에, 지포스 256은 단 한 번의 출시만 있었다. 그러나 두 가지 메모리 구성이 있었는데, SDR 버전은 1999년 10월에, DDR 버전은 1999년 12월 중순에 출시되었으며 – 각각 다른 유형의 SDRAM 메모리를 사용했다. SDR 버전은 삼성전자의 SDR SDRAM 메모리를 사용했으며, 이후의 DDR 버전은 현대전자 (현재 SK하이닉스)의 DDR SDRAM 메모리를 사용했다.

## 제품 비교
이전의 하이엔드 3D 게임 가속기, 예를 들어 3dfx 부두3 3500과 엔비디아 리바 TNT2 울트라와 비교했을 때, 지포스는 매우 저예산의 CPU와 결합했을 때 일부 게임(하드웨어 T&L을 활용하도록 특별히 작성된 게임)에서 프레임 속도를 50% 이상 향상시켰다. 이후 지포스 2 MX/4 MX 카드들이 동일한 기능 세트로 출시되고 널리 채택되면서, 지포스 256은 스타워즈: 엠파이어 앳 워나 하프라이프 2와 같은 게임에서 약 2006년까지 이례적으로 긴 지원을 받았다. 하프라이프 2는 다이렉트3D 9의 일부를 사용하여 이들 GPU의 고정 기능 파이프라인을 대상으로 하는 다이렉트3D 7 호환 경로를 특징으로 했다.
당시 광범위한 응용 프로그램 지원이 없었기 때문에 비평가들은 T&L 기술이 실제 가치가 거의 없다고 지적했다. 처음에는 몇몇 OpenGL 기반 3D 1인칭 슈팅 게임에서 특정 상황에서만 다소 유용했으며, 가장 주목할 만한 것은 퀘이크 3 아레나였다. 셀러론 300A와 같은 저예산 CPU를 사용한 벤치마크에서는 지포스 256에 유리한 결과가 나왔지만, 펜티엄 II 300과 같은 일부 CPU로 수행된 벤치마크에서는 3dfx 부두2와 같은 일부 구형 그래픽 카드에서 더 나은 결과가 나왔다. 3dfx와 다른 경쟁 그래픽 카드 회사들은 빠른 CPU가 T&L 유닛의 부족을 충분히 만회할 수 있다고 지적했다. 하드웨어 T&L에 대한 소프트웨어 지원은 첫 지포스 출시 후 몇 년이 지나서야 보편화되었다. 초기 드라이버는 버그가 많고 느렸지만, 3dfx 카드는 대부분의 게임에서 효율적이고 빠른 Glide 및 MiniGL 지원을 누렸다. 지포스 256이 지포스 2로 대체되고 ATI의 T&L이 장착된 라데온도 시장에 출시된 후에야 하드웨어 T&L이 게임에서 널리 활용되는 기능이 되었다.
지포스 256은 당시에도 상당히 비쌌으며 3D 가속 외에는 경쟁사 제품에 비해 실질적인 이점을 제공하지 않았다. 예를 들어, GUI 및 비디오 재생 가속은 경쟁사나 심지어 구형 엔비디아 제품보다 크게 좋지 않았다. 또한 일부 지포스 카드는 아날로그 신호 회로가 좋지 않아 디스플레이 출력이 흐릿해지는 문제가 있었다.
CPU가 빨라지면서 지포스 256은 하드웨어 T&L의 단점이 CPU가 충분히 빠르면 GPU보다 T&L 기능을 더 빠르게 수행하여 GPU가 렌더링 성능에 방해가 될 수 있음을 보여주었다. 이는 그래픽 시장의 작동 방식을 바꾸어 그래픽 카드 수명을 단축하고 게임에서 CPU의 중요성을 줄이는 결과를 가져왔다.

### 움직임 보상
지포스 256은 NV10 칩의 기능 단위로 움직임 보상을 도입했으며, 이 1세대 장치는 지포스 2 GTS의 엔비디아 HDVP(High-Definition Video Processor)에 의해 계승되었다.

## 사양
- 모든 모델은 TSMC 220 nm 제조 공정을 통해 생산된다.

| 모델           | 출시       | 암호명 | 트랜지스터 (백만 개) | 다이 크기 (mm2) | 버스 인터페이스 | 코어 클럭 (MHz) | 메모리 클럭 (MHz) | 코어 구성 | 필레이트      | 필레이트  | 필레이트  | 필레이트    | 메모리    | 메모리        | 메모리    | 메모리           | 성능 (MFLOPS FP32) | TDP (와트) |
| 모델           | 출시       | 암호명 | 트랜지스터 (백만 개) | 다이 크기 (mm2) | 버스 인터페이스 | 코어 클럭 (MHz) | 메모리 클럭 (MHz) | 코어 구성 | MOperations/s | MPixels/s | MTexels/s | MVertices/s | 크기 (MB) | 대역폭 (GB/s) | 버스 유형 | 버스 너비 (비트) | 성능 (MFLOPS FP32) | TDP (와트) |
| -------------- | ---------- | ------ | -------------------- | --------------- | --------------- | --------------- | ----------------- | --------- | ------------- | --------- | --------- | ----------- | --------- | ------------- | --------- | ---------------- | ------------------ | ---------- |
| 지포스 256 SDR | 1999/10/11 | NV10   | 17                   | 139             | AGP 4x, PCI     | 120             | 166               | 4:4:4     | 480           | 480       | 480       | 0           | 32 64     | 2.656         | SDR       | 128              | 960                | 13         |
| 지포스 256 DDR | 1999/12/13 | NV10   | 17                   | 139             | AGP 4x, PCI     | 120             | 150               | 4:4:4     | 480           | 480       | 480       | 0           | 32 64     | 4.800         | DDR       | 128              | 960                | 12         |

1. ↑  픽셀 파이프라인 수: 텍스처 매핑 유닛 수: 렌더 출력 장치 수

## 단종된 지원
엔비디아는 지포스 256 시리즈에 대한 드라이버 지원을 중단했다.

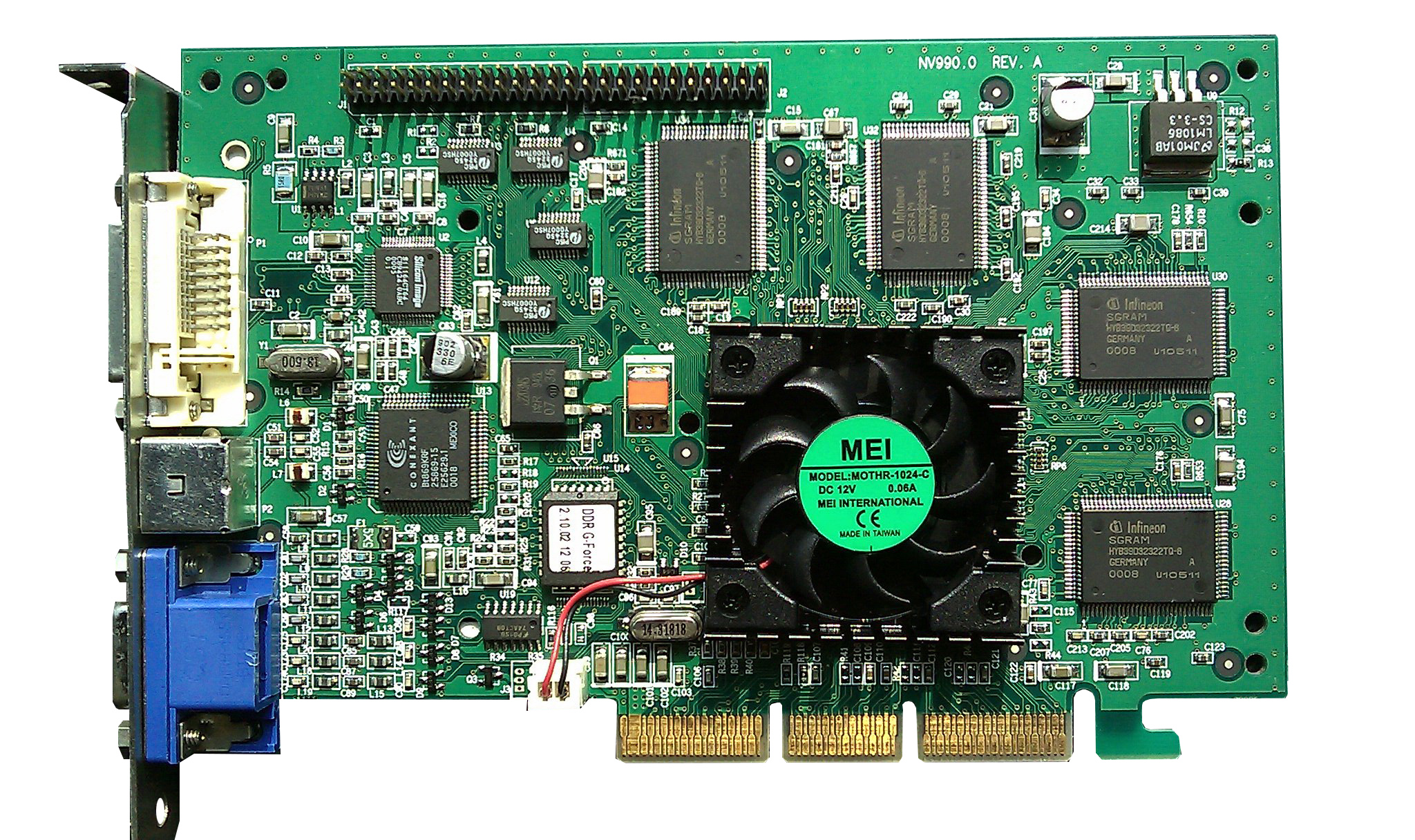
비전텍 지포스 256 DDR

### 최종 드라이버
- 윈도우 9x & 윈도우 Me: 2005년 3월 11일 출시된 71.84; 다운로드;

제품 지원 목록 윈도우 95/98/Me – 71.84.
- 윈도우 2000 & 32비트 윈도우 XP: 2005년 4월 14일 출시된 71.89; 다운로드.

제품 지원 목록 윈도우 XP/2000 – 71.84.
윈도우 2000/XP용 드라이버는 윈도우 비스타 및 7과 같은 이후 버전의 윈도우에 설치할 수 있지만, 이러한 운영 체제의 데스크톱 합성 또는 에어로 효과는 지원하지 않는다.

## 경쟁 제품
- ATI 레이지 128 및 레이지 퓨리 MAXX
- 3dfx 부두3
- 매트록스 G400
- S3 세비지 2000

## 같이 보기
- 그래픽 카드